# Линкольн (округ, Теннесси)
Округ Линкольн (англ. Lincoln County) располагается в США, в штате Теннесси. Официально образован в 1809 году. По состоянию на 2010 год, численность населения составляла 33 361 человек. Получил своё название в честь американского генерала Бенджамина Линкольна.

## География
По данным Бюро переписи США, общая площадь округа равняется 1478,1 км², из которых 1477,1 км² — суша, и 1,0 км², или 0,1 % — это водоёмы.

### Соседние округа
- Бедфорд (Теннесси) — север
- Мур (Теннесси) — северо-восток
- Франклин (Теннесси) — восток
- Мадисон (Алабама) — юг
- Лаймстон (Алабама) — юго-запад
- Джайлс (Теннесси) — запад
- Маршалл (Теннесси) — северо-запад

## Демография
По данным переписи населения 2010 года в округе проживает 33 361 житель в составе 15 241 домашнего хозяйства и 4239 семей. Плотность населения составляет 21 человека на км². На территории округа насчитывается 13 999 жилых строений, при плотности застройки 9 строений на км². Расовый состав населения: белые — 89,45 %, афроамериканцы — 6,80 %, коренные американцы (индейцы) — 0,45 %, азиаты — 0,36 %, гавайцы — 0,06 %, представители других рас — 1,10 %, представители двух или более рас — 1,78 %. Испаноязычные составляли 2,66 % населения.
В составе 28 % из общего числа домашних хозяйств проживают дети в возрасте до 18 лет, 58 % домашних хозяйств представляют собой супружеские пары, проживающие вместе, 11 % домашних хозяйств представляют собой одиноких женщин без супруга, 27 % домашних хозяйств не имеют отношения к семьям, 25 % домашних хозяйств состоят из одного человека, 12 % домашних хозяйств состоят из престарелых (65 лет и старше), проживающих в одиночестве. Средний размер домашнего хозяйства составляет 2,45 человека, и средний размер семьи — 2,93 человека.
Возрастной состав округа: 24 % — моложе 18 лет, 8 % — от 18 до 24, 28 % — от 25 до 44, 25 % — от 45 до 64, и 16 % — от 65 и старше. Средний возраст жителя округа — 37 лет. На каждые 100 женщин приходится 93,9 мужчин. На каждые 100 женщин старше 18 лет приходится 90,8 мужчин.
Средний доход на домохозяйство в округе составлял 33 434 USD, на семью — 41 454 USD. Среднестатистический заработок мужчины был 30 917 USD против 21 722 USD для женщины. Доход на душу населения составлял 18 837 USD. Около 10 % семей и 14 % общего населения находились ниже черты бедности, в том числе — 17 % молодежи (тех, кому ещё не исполнилось 18 лет) и 20 % тех, кому было уже больше 65 лет.